# 2C-B
2C-B (2,5-dimetoxi-4-bromofenetilamina; também conhecida como cocaína rosa, Nexus, entre outros)  é uma droga psicodélica da família 2C. Foi sintetizado pela primeira vez por Alexander Shulgin em 1974. Como droga recreativa, o 2C-B é vendido como um pó branco ou rosa claro, ou em comprimidos de formatos variados ou em cápsulas de gel. Também é conhecido por vários apelidos, incluindo cocaína rosada por conta de sua coloração. A droga geralmente é tomada por via oral, mas também pode ser insuflada ou vaporizada.

## História
2C-B foi sintetizado a partir do 2,5-dimetoxibenzaldeído por Alexander Shulgin em 1974. Primeiramente, o uso se deu entre a comunidade psiquiátrica como um auxílio durante a terapia. 2C-B era vendido comercialmente como um afrodisíaco sob o nome comercial "Erox", fabricado pela empresa farmacêutica alemã Drittewelle. Durante vários anos, esteve disponível em tablets nas lojas holandesas sob o nome "Nexus".  

## Padrões de uso
O 2C-B tornou-se popular nos Estados Unidos como um substituto de curta duração para drogas como o MDMA, que se tornou ilegal em 1985. Muitos usuários de 2C-B são jovens e adultos que frequentam raves. Embora o 2C-B ainda seja usado em raves, comumente confundida ou vendida como Ecstasy, seu uso intencional em outras ocasiões se tornou mais comum nos anos 2000.

## Toxicidade e dosagem
A edição de setembro de 1998 do Journal of Analytical Toxicology relatou que existem muito poucos dados sobre as propriedades farmacológicas, metabólicas e tóxicas do 2C-B. A relação entre seu uso e morte é desconhecida. A dose recreativa oral comum é de cerca de 15 a 25mg, nos quais são observados efeitos visuais e auditivos. Reações adversas graves são extremamente raras, mas o uso de 2C-B foi associado a lesão cerebral significativa em um caso em que a dose era desconhecida e a pureza do produto químico não foi verificada.
Quando vendidos como ecstasy, os comprimidos de 2C-B geralmente contêm cerca de 5 mg da droga, uma quantidade que produz efeitos estimuladores que imitam os efeitos do MDMA. Por outro lado, os comprimidos comercializados como 2C-B têm quantidades maiores da droga (10-20mg), dosagem que causa efeitos alucinógenos. A pureza da droga vendida nas ruas de, quando testada, foi considerada relativamente alta. Pesquisadores na Espanha descobriram que as amostras de 2C-B no país dobraram entre 2006 e 2009, mudaram principalmente da forma de pó para comprimidos e exibiram "baixas taxas de falsificação". Uma análise de amostras de rua na Holanda encontrou impurezas "em pequenas porcentagens"; apenas uma das impurezas pôde ser identificada, o N-acetil derivado do 2C-B, que compreendeu 1,3% da amostra. Os autores sugeriram que este composto era um subproduto da síntese do 2C-B.

## Efeitos

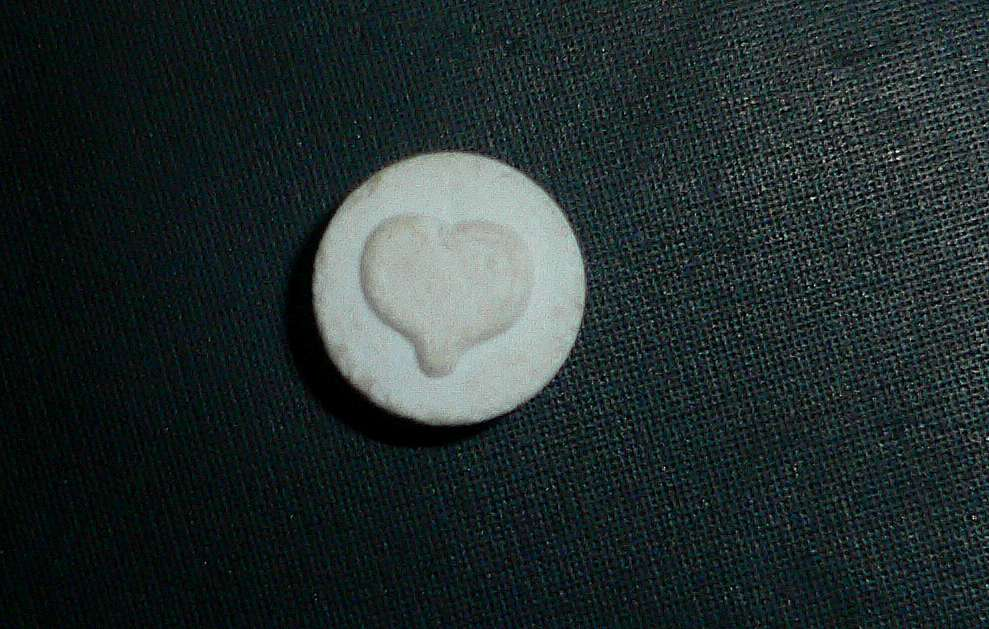
Comprimido de 2C-B em formato de coração

Pouca ou nenhuma pesquisa acadêmica foi realizada sobre os efeitos do 2C-B em humanos. As informações disponíveis são anedóticas e limitadas. Os efeitos são frequentemente descritos como sendo mais fáceis de lidar do que outros psicodélicos; é frequentemente comparado a uma mistura de um psicodélico serotoninérgico e MDMA. Em doses de 5–10mg, aplicas em galinhas jovens, efeitos semelhantes a uma baixa dosagem de anfetamina foram produzidos.
Os efeitos anedóticos de 2C-B que foram relatados pelos usuários em fóruns de discussão online incluem:
Entre seus possíveis efeitos, podem ser listados:
- Em doses baixas, a experiência pode mudar de intensidade, de envolvente para leve/indetectável. Usuários experientes relatam a capacidade de assumir o controle dos efeitos e mudar de "ébrio" para sóbrio à vontade
- As alucinações tendem a diminuir e depois aumentar a intensidade, dando aos usuários uma sensação de "ondas" e até de brilho. Estes são popularmente descritos como “visuais clichês dos anos 70” ou objetos que assumem "cores da água" como texturas
- Embora os efeitos da droga muitas vezes tornem os usuários incapazes de se concentrar profundamente em algo em particular, alguns podem se envolver em atividades como assistir a um filme ou jogar videogame, se distraindo dos efeitos visuais e auditivos da droga
- Risadas ou sorrisos excessivos são comuns, assim como uma tendência a “risadas na barriga” mais profundas
- Alguns usuários dizem que os efeitos são mais intensos ao ouvir música e relatam que podem ver sons e ruídos (sinestesia)
- Alguns usuários experimentam uma diminuição na acuidade visual, enquanto outros relatam uma visão mais nítida
- Maior consciência corporal
- Visuais de olhos abertos (OEVs), como distorções semelhantes a desenhos animados e halos vermelhos ou verdes ao redor de objetos. Visuais de olhos fechados (CEVs) são mais comuns que de olhos abertos
- Afeta e altera a capacidade de se comunicar, se envolver em pensamentos profundos ou manter a atenção
- Alguns usuários relatam experimentar efeitos assustadores durante a experiência. Os usuários descrevem sentir-se com frio ao atingir um platô, enquanto outros se sentem envoltos em cobertores confortáveis
- A coordenação pode ser afetada, alguns usuários perdem o equilíbrio ou têm problemas de distinção perceptiva
- O tempo de início de 2C-B é altamente dependente da dose, mas geralmente de 45 a 75 minutos. Tomado com o estômago cheio, o tempo de início é aumentado para duas horas ou mais
- Antes de ser agendado, o 2C-B era vendido em pequenas doses como afrodisíaco. Alguns usuários relatam efeitos afrodisíacos em doses mais baixas

### Efeitos colaterais
- Alguns usuários relatam ansiedade acompanhada por tremores corporais, respiração trêmula e espasmos musculares leves após o uso do 2C-B
- Diarreia leve a intensa, gases, náusea e desconforto gastrointestinal
- Dores de cabeça graves depois de usar doses grandes  foram relatadas. No entanto, muitos usuários relatam uma falta de "redução", no sentido de que há um retorno gradual à sobriedade
- Em doses acima de 30-40mg, o usuário pode experimentar alucinações assustadoras, além de taquicardia, hipertensão e hipertermia[24]
- O 2C-B HCl é muito doloroso para insuflar. Evidências anedóticas sugerem que o 2C-B HBr, o sal bromidrato com maior solubilidade em água, é menos irritante para as membranas mucosas que revestem o nariz, mas um pouco menos potente quando comparado dose a dose com HCl.[25]
- Sabe-se que a administração retal de uma solução à base de água de 2C-B é menos dolorosa que a insuflação e muito mais potente que a administração oral.

## Farmacologia
Ao contrário da maioria dos psicodélicos, o 2C-B tem mostrado baixa afinididade com o receptor serotoninérgico 5-HT 2A , sendo um agonista parcial ou mesmo total antagonista. Isto sugere que o receptor 5-HT2C é o principal responsável por mediar os efeitos experimentados pelos usuários de 2C-B, embora o antagonismo funcional do receptor 5-HT 2A  também pode desempenhar um papel.
Pesquisas sugerem que o 2C-B aumenta os níveis de dopamina no cérebro de ratos, o que pode contribuir para sua psicoatividade.

### Meia-vida biológica
Quando consumido por via oral, o 2C-B tem um atraso mais longo antes que os efeitos se iniciem se comparado quando o mesmo é insuflado.  A ingestão oral leva, geralmente, de 45 a 75 minutos para que os efeitos sejam sentidos, o platô dura de 2 a 4 horas e a descida dura de 1 a 2 horas. O início da administração retal varia de 5 a 20 minutos. O início do efeito por insuflação leva de 1 a 10 minutos. A duração pode durar de 4 a 12 horas, dependendo da via de administração, dose e outros fatores.
Com a insuflação, os efeitos são mais abruptos e intensos, mas têm uma duração significativamente menor, enquanto o uso oral resulta em uma experiência mais suave e mais longa. Quando insuflado, o início ocorre muito rapidamente, geralmente atingindo o pico em cerca de 20 a 40 minutos e atingindo o platô por 2 a 3 horas. O 2C-B também é considerado uma das drogas mais dolorosas para administração nasal, com usuários relatando intensa queimação. A intensidade repentina da experiência combinada com a dor geralmente pode iniciar a experiência com uma impressão negativa e a náusea também pode aumentar com a insuflação, agravando o problema.

### Metabolismo
O metabolismo do 2C-B é hepático, bem como dos seus metabólitos, como o ácido 2-(4-bromo-2,5-dimetoxifenil)etanol (BDMPE) e 4-bromo-2,5-dimetoxifenilacético (BDMPAA). Além disso, o ácido 4-bromo-2,5-dimetoxibenzóico (BDMBA) também pode ser produzido por desaminação oxidativa. Metabolismo adicional de BDMPE e BDMPAA pode ocorrer por desmetilação. Alternativamente, os metabólitos posteriores podem ser gerados por desmetilação de 2C-B seguida por desaminação oxidativa.
Há diferenciação de espécies no metabolismo de 2C-B. Os hepatócitos de ratos produzem 4-bromo-2,5-dimetoxi-fenol (BDMP), um metabólito anteriormente desconhecido. Enquanto isso, os hepatócitos de humanos, macacos e coelhos produzem 2-(4-bromo-2-hidroxi-5-metoxifenil)-etanol (B-2-HMPE), mas os hepatócitos de cães, ratos e camundongos não. 2C-B também reduz respostas agressivas em ratos drogados.

## Uso enteogênico
2C-B é usado como enteógeno pelos povos Sangoma, Nyanga e Amagqirha no lugar de suas plantas tradicionais; eles se referem ao produto químico como Ubulawu Nomathotholo, que se traduz aproximadamente como "medicina dos cantores ancestrais".

## Leis de proibição de drogas

### Nações Unidas
A Comissão de Narcóticos da ONU adicionou o 2C-B ao Anexo II da Convenção sobre Substâncias Psicotrópicas, em março de 2001.

### Países

#### Argentina
2C-B é controlado pela Lista 1, bem como substâncias semelhantes como 2C-I ou 2C-T-2.

#### Austrália
O 2C-B é controlado na Austrália e na lista de substâncias sujeitas a controles de importação e exportação (Apêndice B). Ele foi incluído no Schedule I da Lei de Uso Indevido e Tráfico de Drogas.

#### Brasil
No Brasil, o 2C-B é uma substância controlada, a produção, distribuição e posse são ilegais.

#### Bélgica
Na Bélgica, o 2C-B é uma substância controlada, a produção, distribuição e posse são ilegais.

#### Canadá
Inicialmente, o Canadá, 2C-B era classificado na Lei de Drogas e Substâncias Controladas como Anexo III como "4-bromo-2,5-dimetoxibenzenoetanamina e qualquer sal, isômero ou sal do seu isômero".
Posteriormente, 2C-B foi remarcado (Anexo III), em uma nova emenda, com efeitos válidos a partir de 31 de outubro de 2016. Isso inclui os outros análogos 2C-x.

#### Chile
Em agosto de 2007, 2C-B, juntamente com muitas outras substâncias psicologicamente ativas, foram adicionadas à Lei de Drogas.

#### República Checa
Posse de mais de 200mg de 2C-B é passível de prisão.

#### Dinamarca
Na Dinamarca, o 2C-B é listado como uma droga da categoria B.

#### Estônia
Na Estônia, 2C-B é classificado como Anexo I.

#### Alemanha
Na Alemanha, o 2C-B é uma substância controlada no Betäubungsmittelgesetz (BtMG) Anlage I como "Bromdimetoxifenetilamina" (BDMPEA).

#### Itália
2C-B é controlado e classificado como Anexo I.

#### Japão
No Japão, o 2C-B tornou-se controlado em 1998. Foi anteriormente comercializado como "Performax".

#### Países Baixos
Na Holanda, o 2C-B foi controlado em 9 de julho de 1997. O 2C-B se tornou uma substância da Lista I da Lei do Ópio, apesar de nenhum incidente de saúde ter ocorrido. Após a proibição, outras fenetilaminas foram vendidas no lugar de 2C-B até que a Holanda se tornou o primeiro país do mundo a proibir 2C-I, 2C-T-2 e 2C-T-7 ao lado de 2C-B.

#### Noruega
Na Noruega, o 2C-B foi classificado como Anexo II em 22 de março de 2004, listado como 4-bromo-2,5-dimetoxifenetilamina.

#### Polônia
2C-B integra o Anexo I (grupo I-P) na Polônia.

#### Rússia
Proibido como narcótico com pena por posse de pelo menos 10mg.

#### Espanha
Na Espanha, o 2C-B foi adicionado às substâncias proibidas da Categoria 2 em 2002.

#### Reino Unido
Todas as drogas da família 2C são de Classe A sob a Lei de Uso Indevido de Drogas, o que significa que são ilegais sua produção, fornecimento e posse. A posse possui uma pena máxima de sete anos de prisão, enquanto o fornecimento é punível com prisão perpétua e uma multa ilimitada.

#### Estados Unidos
Nos Estados Unidos, 2C-B é ilegal, classificado como CSA Anexo I Seção (d) Subseção (3) 4-Bromo-2,5-dimetoxifenetilamina.
Nos Estados Unido], um aviso de proposta de regulamentação publicado em 20 de dezembro de 1994, no Federal Register e após uma análise dos dados relevantes, o vice-administrador da Drug Enforcement Administration (DEA) propôs colocar a droga no Anexo I, tornando o 2C-B ilegal nos Estados Unidos. Isso se tornou lei permanente em 2 de julho de 1995.  